# Moskvitch 412
O Moskvitch 412 (Moskvich 412, Москвич-412, M-412) é um automóvel produzido pelo fabricante soviético/russo MZMA/AZLK em Moscou de 1967 a 1975, e pela IZh em Ijevsk de 1967 a 1982 (também conhecido como IZh-412). Era uma versão mais potente e prestigiada do modelo M-408, oferecendo mais recursos por um preço mais alto.